# Jasmine Hope
Jasmine Hope (geboren im 20. Jahrhundert) ist eine australische Schauspielerin.

## Leben
Hope spielte erstmals im Kurzfilm Witch Please in einer Filmproduktion mit. Sie gab 2024 im Liebesfilm Detention with Daisy in einer der Hauptrollen als Artemisia ihr Filmschauspieldebüt. Der Film erschien unter anderem auf Prime Video und The Roku Channel. Bereits im selben Jahr verkörperte sie die Rolle erneut in der Fortsetzung Falling for Daisy, die ebenfalls als Video-on-Demand auf Prime Video und The Roku Channel erschien. Seit 2024 stellt sie dieselbe Rolle zusätzlich in der Fernsehserie Flunk dar. 2025 stellte sie in der Low-Budget-Filmproduktion The Land That Time Forgot die größere Rolle der Schiffsingenieurin Jennifer Bradley dar.

## Filmografie (Auswahl)
- 2018: Witch Please (Kurzfilm)
- 2022: Sunlite (Kurzfilm)
- 2024: Detention with Daisy
- 2024: Falling for Daisy
- seit 2024: Flunk (Fernsehserie)
- 2025: The Land That Time Forgot
- 2025: Minimise (Kurzfilm)
- 2025: Armani: The Test (Kurzfilm)